# Mercedes-BenZ SLR McLaren
.

Mercedes-Benz SLR McLaren este un super-car,creat de firmele Mercedes-Benz și McLaren Automotive din 2003-2009.Și dacă este un super-car are classul ca la Porsche Carrera GT,Lamborghini Murcielago și Ferrari Enzo există boxul automatic și câteva îmbunătățiri o face mai tare să aparțină classului super-GT,cei mai apropiați concurenți sunt Aston Martin Vanquish și Ferrari 599 GTB.Una dintre lucrurile pe care a vrut să o facă grupele,e să unească SLR super-car și classul GT.SLR /S-sport,L-light,R-racing/.E cea mai rapidă mașină cu boxul automatic din lume.Mercedes a spus ca în parcursul a 7 ani o să pună la făcut 3,500 SLR / câte 500 pe an/.Costul automobilului-300,000 de funți sterlingi.În anul 2007 Mercedes-Benz a spus că nu mai dorește să lucreze cu compania vestită McLaren la făcutul super-carurilor SLR McLaren.La începutul anului 2007 a fost arătată mașina mai puternică SLR McLaren 722 Edition,care are 650 cai-putere.Vara anului 2007 a apărut mașina SLR McLaren Roadster cu cabină deschisă și cu acoperișul moale,are 626 cai-putere.La sfârșitul anului 2008 a fost făcut un auction pentru vinderea ultimului Roadster,și la începutul anului 2009 conveierul s-a terminat.Alt super-car SLS a fost făcut de firma Mercedes Benz-AMG.Altă mașină în firma McLaren a fost McLaren MP4-12C.                                                      

Mercedes-Benz SLR McLaren-2003-2009.
A fost făcută de Mercedes-Benz și McLaren Automotive.
Classul-Super-car.      Tipul Cabinei-2 uși /2 locuri/.                                                                                  
Motorul are puteri normale,e dinainte.
Motoarele-5,4L V8 M155 ML55,626 cai-putere.
Lungimea-4656mm,lățimea-1908mm,înălțimea-1261mm,clirensul-120mm,territoria roților-2700mm,koleia din urmă/dinainte-1569/1638,
Cântărește-1693kg.
Până la 100k/m în 3.7s.      Puterea Maximă-334k/m.
Bacul-97.6 Litri.
Prin oraș cheltuie 20.3 Litri.
/ușile se deschid în sus/jos/.